# Stinkende Mango

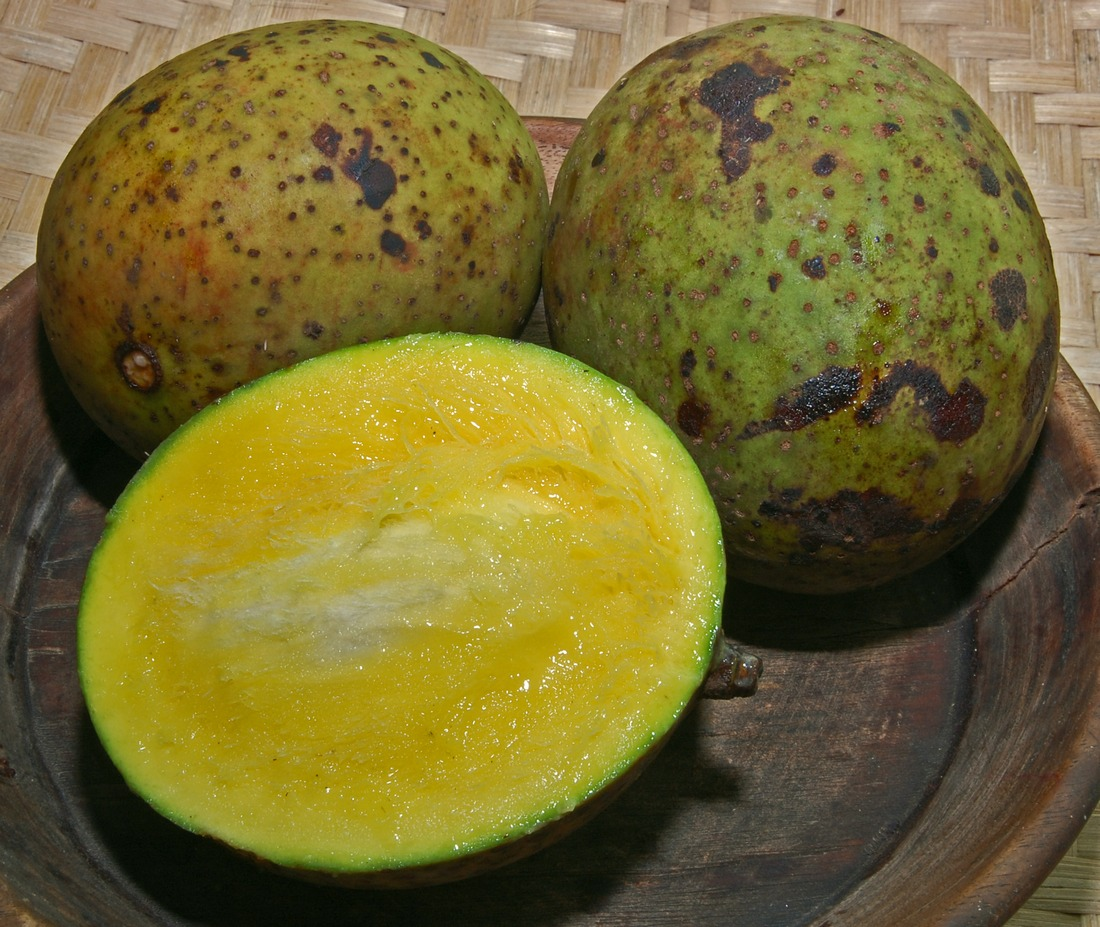
Frucht

Die Stinkende Mango (Mangifera foetida) ist eine in Südostasien häufig kultivierte Art der Mangos (Mangifera) und gehört zu den Sumachgewächsen (Anacardiaceae).

## Merkmale
Die Stinkende Mango wächst als bis zu 35 Meter hoher Baum mit geradem Stamm ohne Brettwurzeln. Der Stammdurchmesser erreicht maximal etwa 1 Meter. Die leicht strukturierte Borke ist hellbraun bis dunkel-graubraun. Sie  gibt bei Verletzung einen weißlichen Saft ab, der schnell schwarz wird und stark hautreizend ist. Die dicht beblätterte Baumkrone wird von kräftigen Ästen getragen.
Die wechselständigen, ganzrandigen und gestielten Laubblätter sind eiförmig, -lanzettlich bis verkehrt-eiförmig, -eilanzettlich oder elliptisch, lanzettlich, festledrig und 15 bis 40 Zentimeter lang sowie 9 bis 15 Zentimeter breit. Ihre Spitze ist spitz bis zugespitzt, manchmal stumpf oder eingebuchtet. Ihre Oberseite ist kräftig dunkelgrün, die Unterseite heller. Der Blattstiel ist kräftig, 1,5 bis 8 Zentimeter lang und an der Basis verdickt. Sie werden in der traditionellen Medizin als fiebersenkendes Mittel eingesetzt. Die Nebenblätter fehlen.
Die endständigen und rötlichen Blütenstände sind aufrechte, pyramidenförmige, vielblütige Rispen von 10 bis 14 Zentimetern Länge. Die kleinen, kurz gestielten Blüten sind rötlich-rosa, fünfzählig mit doppelter Blütenhülle und duftarm. Die Kelchblätter sind schmal-eiförmig und 4 bis 5 Millimeter lang, die Kronblätter bei 6 bis 9 Millimeter Länge schmal-eiförmig, an der Basis blasser und an der Spitze gelblich gefärbt. Die an der Basis verwachsenen Staubblätter sind rötlich-rosa, nur eins oder zwei sind fertil, mit dunkel-violetten Antheren, die anderen sind reduziert. Der oberständige Fruchtknoten ist annähernd kugelig, gelb und trägt einen weißen, 6 bis 7 Millimeter langen Griffel.
Die Frucht ist eine ei- bis fast kugelförmige, oliv- bis gelbgrüne Steinfrucht von 7 bis 16 Zentimeter Länge. Das Fruchtfleisch ist stets faserig und je nach Sorte sauer mit starkem Terpentingeruch oder süßlich mit mildem Geschmack. Süße Sorten werden als Obst verzehrt, während die anderen in Pickles, Chutneys und Currys Verwendung finden.
Die unreife Frucht ist ähnlich reizend wie der von der Rinde abgegebene Saft, bei der reifen Frucht ist nur die Haut reizend, so dass der Verzehr nach dem Schälen möglich ist. Die Samen werden zur Behandlung von Trichophytose, Krätze und Ekzemen eingesetzt.

## Herkunft und Verbreitung
Die Stinkende Mango stammt ursprünglich aus den feuchten Tieflandsregenwäldern der Malaiischen Halbinsel und Indonesiens. Sie wird in Südostasien bis in Höhen von 1000 m angebaut.

## Taxonomie
Die Stinkende Mango wurde 1790 von João de Loureiro in Flora cochinchinensis: sistens plantas in regno Cochinchina nascentes Band 2 Seite 160 erstbeschrieben.